# Kantons van Luxemburg (land)

Het Groothertogdom Luxemburg is verdeeld in 12 kantons. Dit is het hoogste bestuursniveau sinds op 3 oktober 2015 de 3 districten werden afgeschaft.
| Kanton                           | Oppervlakte (km²) | Inwoneraantal |
| -------------------------------- | ----------------- | ------------- |
| Capellen (Capellen)              | 199,71            | 043.607       |
| Clervaux (Klierf)                | 331,75            | 016.447       |
| Diekirch (Dikrech)               | 239,37            | 030.460       |
| Echternach (Iechternach)         | 185,54            | 017.477       |
| Esch-sur-Alzette (Esch-Uelzecht) | 242,77            | 160.960       |
| Grevenmacher (Gréiwemaacher)     | 211,37            | 027.295       |
| Luxemburg (Lëtzebuerg)           | 228,46            | 167.199       |
| Mersch (Miersch)                 | 223,90            | 029.275       |
| Redange (Réiden)                 | 267,49            | 017.086       |
| Remich (Réimech)                 | 127,87            | 020.206       |
| Vianden (Veianen)                | 054,08            | 0.04.722      |
| Wiltz (Wolz)                     | 264,55            | 014.946       |

Capellen · Clervaux · Diekirch · Echternach · Esch-sur-Alzette · Grevenmacher · Luxemburg · Mersch · Redange · Remich · Vianden · Wiltz

 Europa · Luxemburg · Kantons · Gemeenten 